# تسنگل خیرخان
تسنگل خیرخان (به لاتین: Tsengel Khairkhan) یک منطقهٔ مسکونی در مغولستان است که در استان بایان-اولگی واقع شده‌است. تسنگل خیرخان ۳٬۹۴۳ متر بالاتر از سطح دریا واقع شده‌است.